# Oblężenie Kalisza
Oblężenie Kalisza – zdobycie i spalenie Starego Miasta oraz oblężenie i nieudana próba zdobycia Nowego Miasta w Kaliszu, podjęta przez Krzyżaków w dniach 21–23 września 1331.

## Sytuacja ogólna
Rozpoczynając kampanię jesienną w 1331, Krzyżacy uzyskali zapewnienie ze strony króla Czech Jana Luksemburskiego, że pod Kalisz przybędą czeskie posiłki i obie armie wspólnie zaatakują Kraków. Realizując te postanowienia, wojska zakonne wtargnęły na ziemie polskie. Szybkim marszem, omijając pozycje Polaków wzdłuż Wisły – linia obrony od Aleksandrowa Kujawskiego do Kowala – zniszczyli m.in. Łęczycę i Uniejów.

## Oblężenie
21 września oddziały krzyżackie stanęły pod Kaliszem, który postanowił się bronić. Wielki marszałek Dietrich von Altenburg, oczekując na rychłe przybycie Czechów, nakazał oblężenie miasta. Sytuację obrońców poprawiła jednak Prosna, która wezbrała i zalała część terenu. Próby zajęcia miasta trwały do 23 września. Jednak Czesi nie tylko nie przybyli, ale nie przysłali nawet wiadomości, kiedy przybędą, i Krzyżacy zdecydowali się zwinąć oblężenie. Tego samego dnia wyruszyli na Konin. 
Wydarzenia te opisuje Rocznik Traski: „(...) [Krzyżacy], zebrawszy liczne wojsko, najemników... z licznych stron Niemiec przybyli do Łęczycy, a zniszczywszy ją, wtargnęli do Sieradza, paląc miasto Uniejów oraz inny gród ziemi sieradzkiej i inne miasta, dotarli do Kalisza, który oblegali w ciągu dwu dni, a nic nie wskórawszy i 40 czy może więcej swoich utraciwszy, pociągnęli do Konina (...)”.